# Walerian Łopatto
Walerian Łopatto (ur. 9 lutego 1888 w Kamyszłowie, zm. w 1952 w Paryżu) – polski urzędnik konsularny i samorządowiec. 

## Życiorys
Syn Waleriana Jana i Faustyny Hanczarewicz. Ukończył studia na Politechnice w Petersburgu. W latach 1912–1914 działał w Związku Walki Czynnej w Mińsku, pracując jednocześnie w Zarządzie Miejskim. W okresie I wojny światowej w Polskiej Organizacji Wojskowej (1914-1918), był komendantem oddziału polskiej straży bezpieczeństwa w Petersburgu (1917). U progu niepodległości Polski podjął pracę w Ministerstwie Spraw Wewnętrznych (1918-1920), następnie w polskiej służbie zagranicznej, w której został mianowany konsulem RP w Lipawie (1920-1925) i Rydze (1925-1929) oraz Stambule (1929-1932). Po powrocie do kraju zatrudniony kolejno w Ministerstwie Spraw Zagranicznych (1932-1933) i Ministerstwie Skarbu, współpracował z Instytutem Wschodnim w Warszawie jako specjalista turkolog. W latach 1934–1935 był prezydentem Suwałk. 
We wrześniu 1939 opuścił Suwałki; przez Wilno, Wiłkomierz i Kowno udał się do Paryża. 
Kontynuując obowiązki w polskiej służbie zagranicznej, był kierownikiem referatu konsularnego Ambasady RP z siedzibą w Kujbyszewie (1942). Po wojnie pozostał na emigracji.